# (12306) Pebronstein
(12306) Pebronstein (1991 TM14) – planetoida z pasa głównego asteroid okrążająca Słońce w ciągu 3,83 lat w średniej odległości 2,45 j.a. Odkryta 7 października 1991 roku.